# Tuindorp Oostzaan
Tuindorp Oostzaan is een wijk in Amsterdam-Noord in de Nederlandse provincie Noord-Holland. De Amsterdamse wijk is vernoemd naar het dorp en gemeente Oostzaan, dat even ten noorden van de wijk ligt, maar er niet (meer) aan grenst; de wijk Oostzanerwerf en de rijksweg 10 (ringweg Amsterdam) liggen ertussen. De stadswijk maakt dus geen deel uit van het dorp.

## Het ideaal van het tuindorp

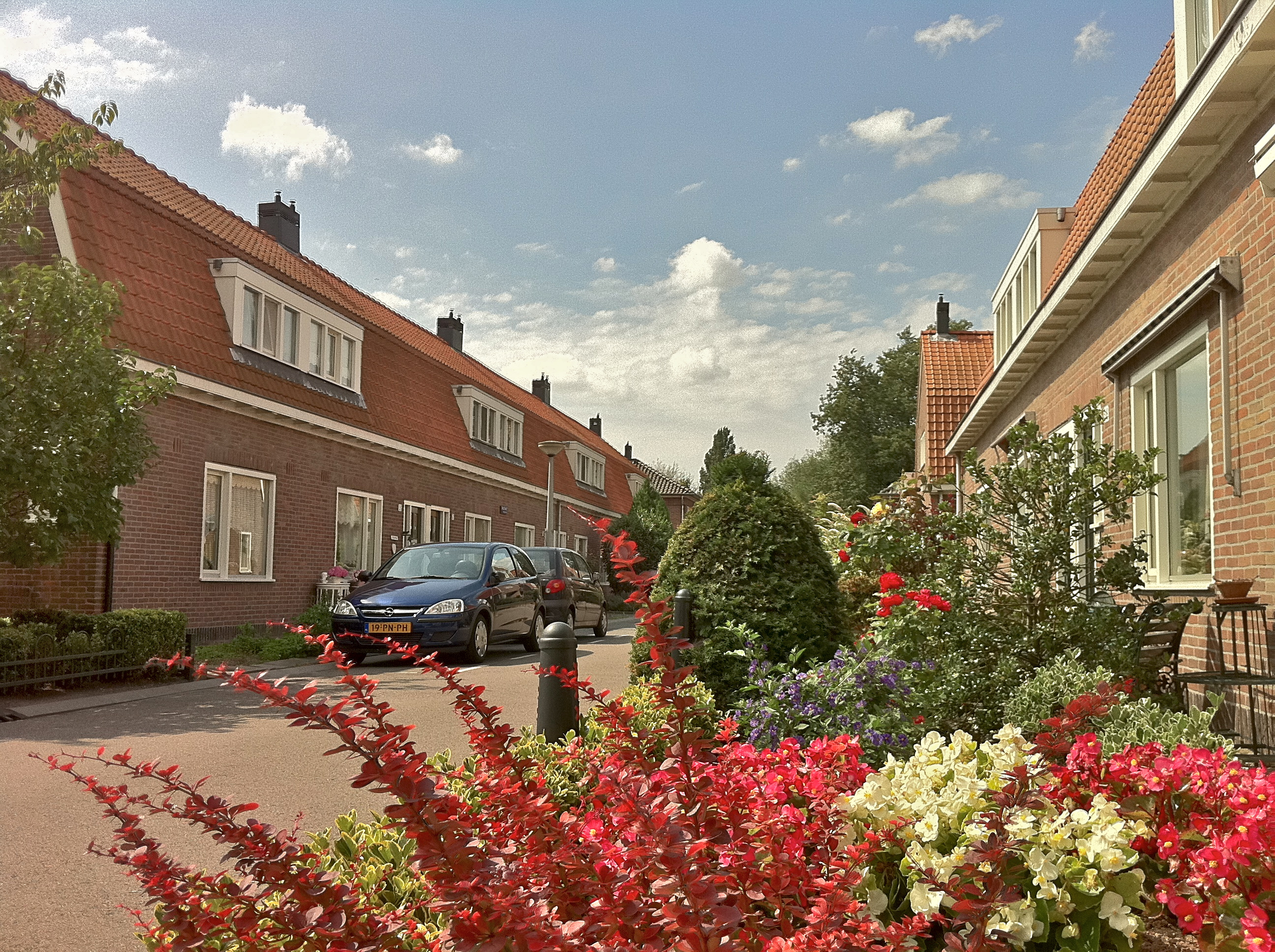
Huizen met een tuintje in Tuindorp Oostzaan.

Tuindorp Oostzaan is een van de tuindorpen die tussen de Eerste en Tweede Wereldoorlog werden ontwikkeld in Amsterdam om een tegenwicht te bieden aan de verpauperde volksbuurten in de binnenstad. Bovendien wilde men de groeiende groep arbeiders van de nieuwe industrieën en scheepsbouw aan de noordoevers van het IJ dicht bij hun werk huisvesten, om te voorkomen dat een dure oeververbinding tussen de binnenstad en Amsterdam-Noord nodig zou worden. De tuindorpen in de Watergraafsmeer, Nieuwendam, Buiksloot, de Buiksloterham en bij Oostzaan zijn te danken aan de vooruitstrevende wethouders Floor Wibaut en Monne de Miranda, en de dadendrang van de directeur van de Gemeentelijke Woningdienst Amsterdam, Arie Keppler.

## Semipermanent

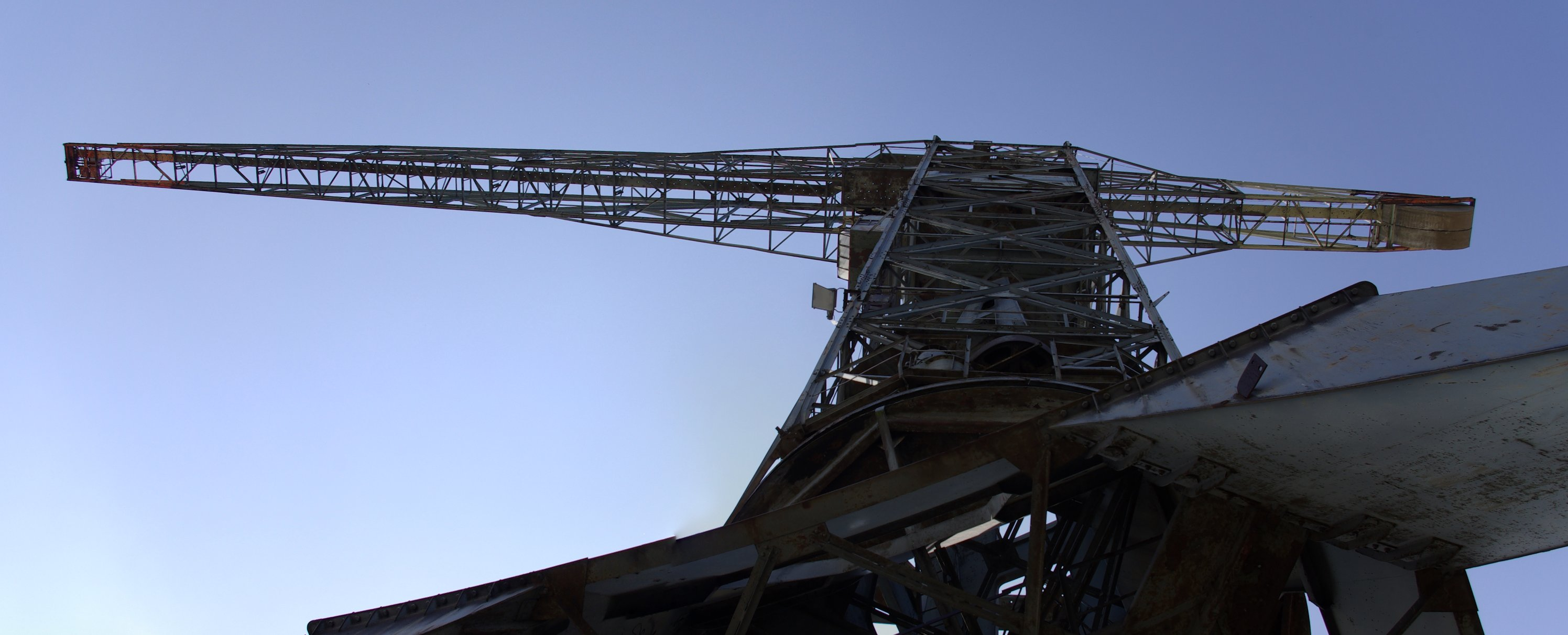
Kraan op verlaten NDSM-werf in Amsterdam-Noord.

In 1918 waren vanwege de grote woningnood twee noodwooncomplexen neergezet in Amsterdam-Noord: Vogeldorp en Disteldorp. Samen waren ze goed voor 537 semipermanente arbeiderswoningen. Het jaar daarna kreeg de Gemeentelijke Woningdienst Amsterdam opdracht om nog eens 1.000 semipermanente woningen neer te zetten tussen Zaandam en Amsterdam, eveneens langs de noordelijke oever van het IJ. Dit gebied (het huidige Amsterdam-Noord) was toen niet meer dan een uitgestrekt poldergebied, dat door de gemeente was bestemd voor de vestiging van grootschalige industrie die veel havenfaciliteiten nodig had. Op sommige plekken had de gemeente zelf baggerstortplaatsen in gebruik, waar slib uit de Amsterdamse grachten en vaarten werd gedumpt.
Eind 19e, begin 20e eeuw waren er tal van nieuwe ondernemingen neergestreken. Dat waren vooral grote scheepswerven, zoals de Amsterdamse Droogdok Maatschappij (ADM), die steeds meer arbeiders nodig hadden. Daarmee bezorgden ze de gemeente een probleem. Om soepel werkverkeer tussen de stad en het noordelijke havengebied mogelijk te maken, moest er eigenlijk een vaste oeververbinding komen. Maar een hoge brug over het IJ waar alle grote zeeschepen onder konden passeren, zou veel te duur worden. Eenvoudiger en goedkoper was het om in de buurt van de bedrijven nieuwe woningen te bouwen voor de arbeiders. De gemeente Amsterdam liet haar oog vallen op een uitgestrekt voormalig baggerterrein, dat op het grondgebied lag van de gemeente Oostzaan. Uiteindelijk lukte het Amsterdam om dit terrein aan te kopen en een gemeentegrenscorrectie voor elkaar te krijgen. Hier verrees Tuindorp Oostzaan.

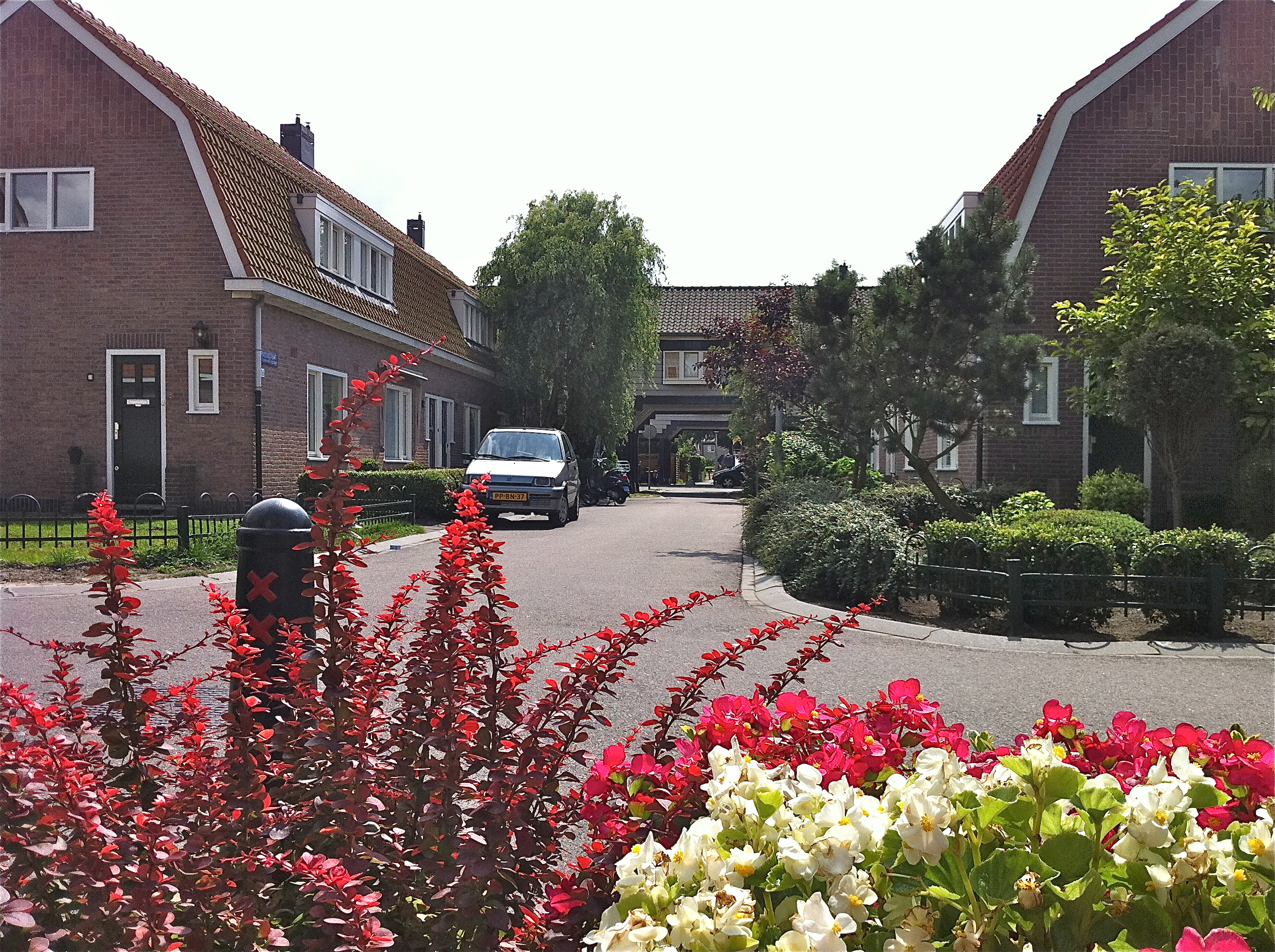
Rustige straten.
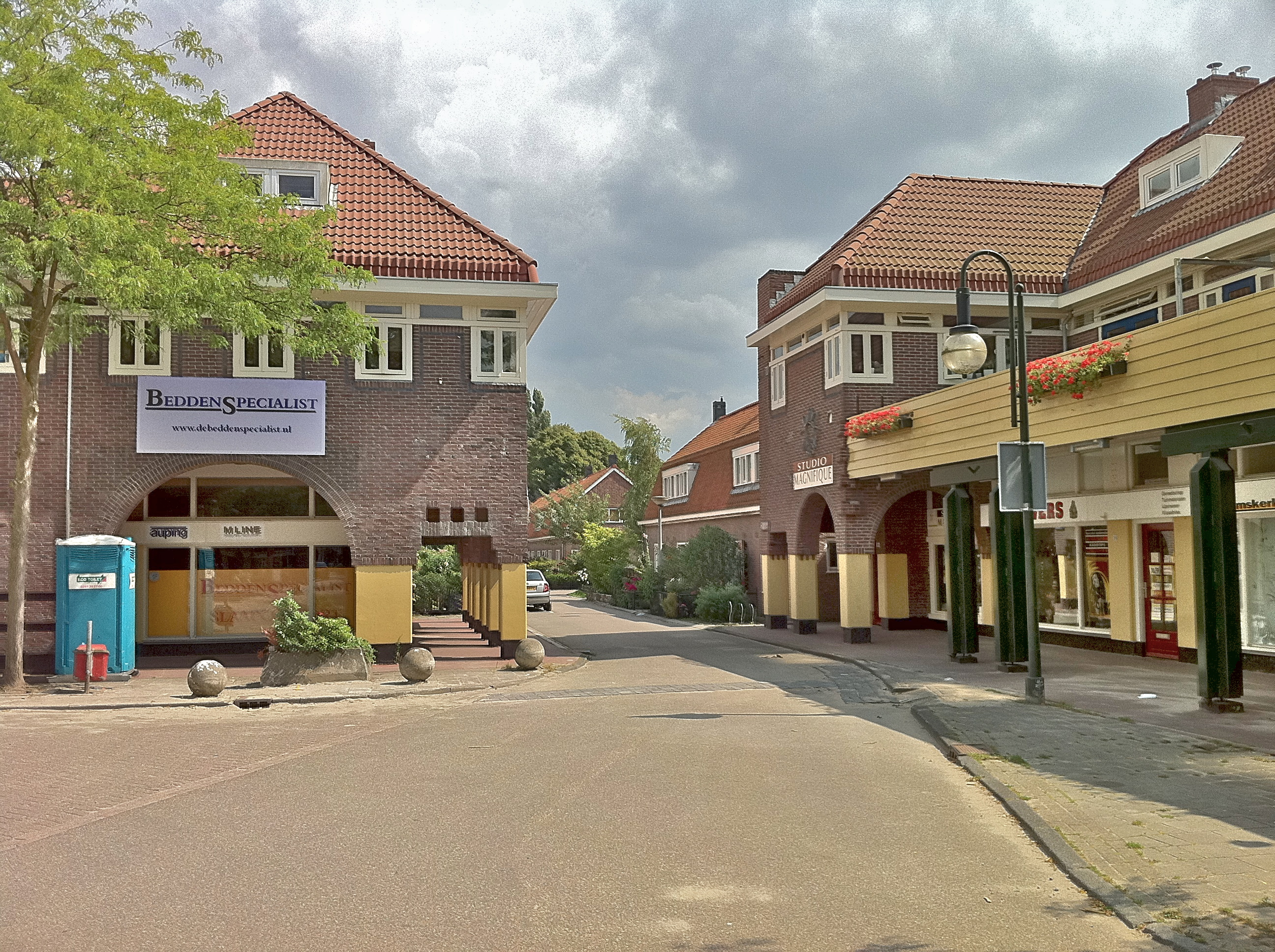
Winkels rondom het Zonneplein.
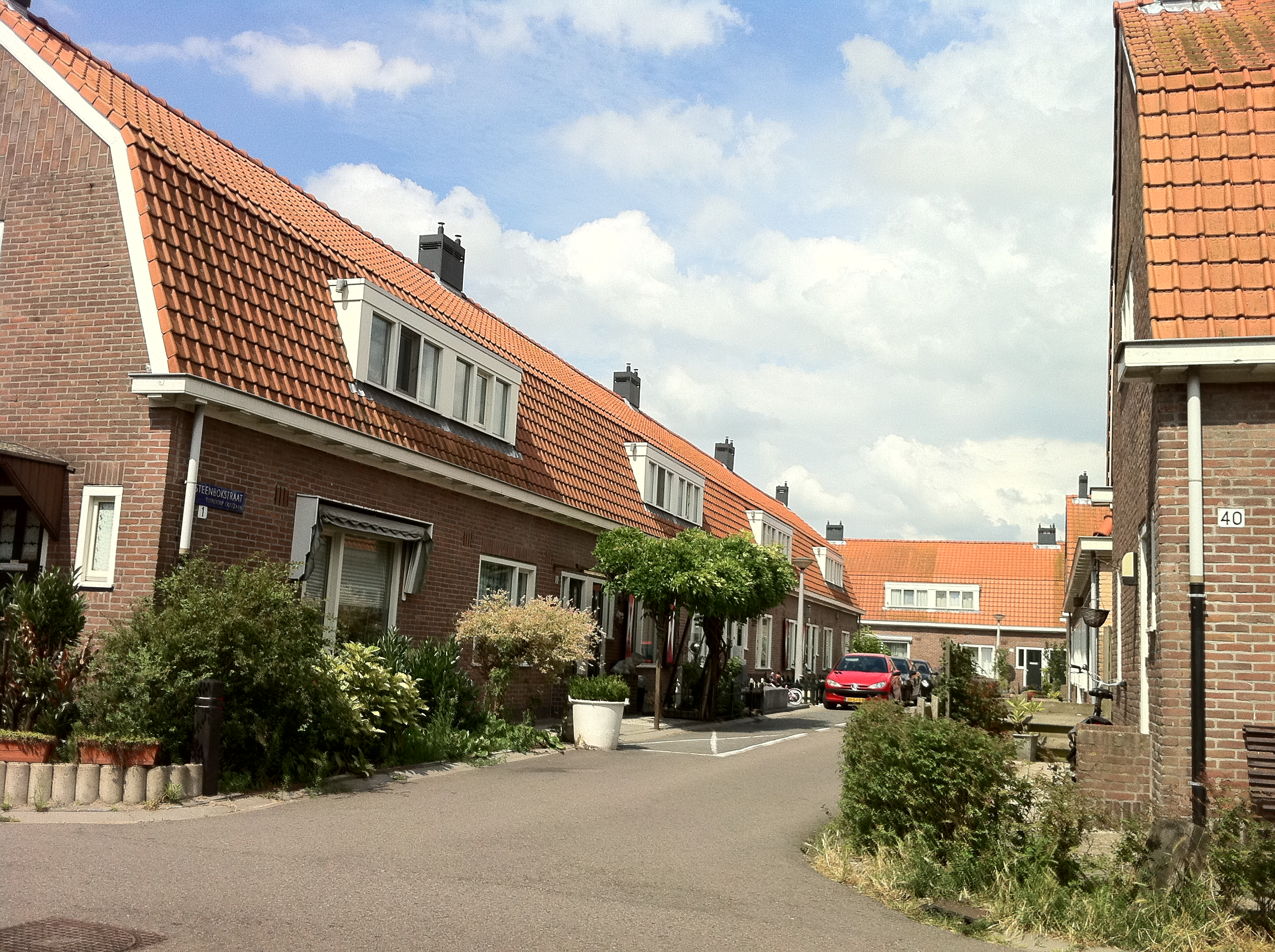
De eerste 1000 woningen voor mensen uit de binnenstad.

## Stedenbouwkundig plan

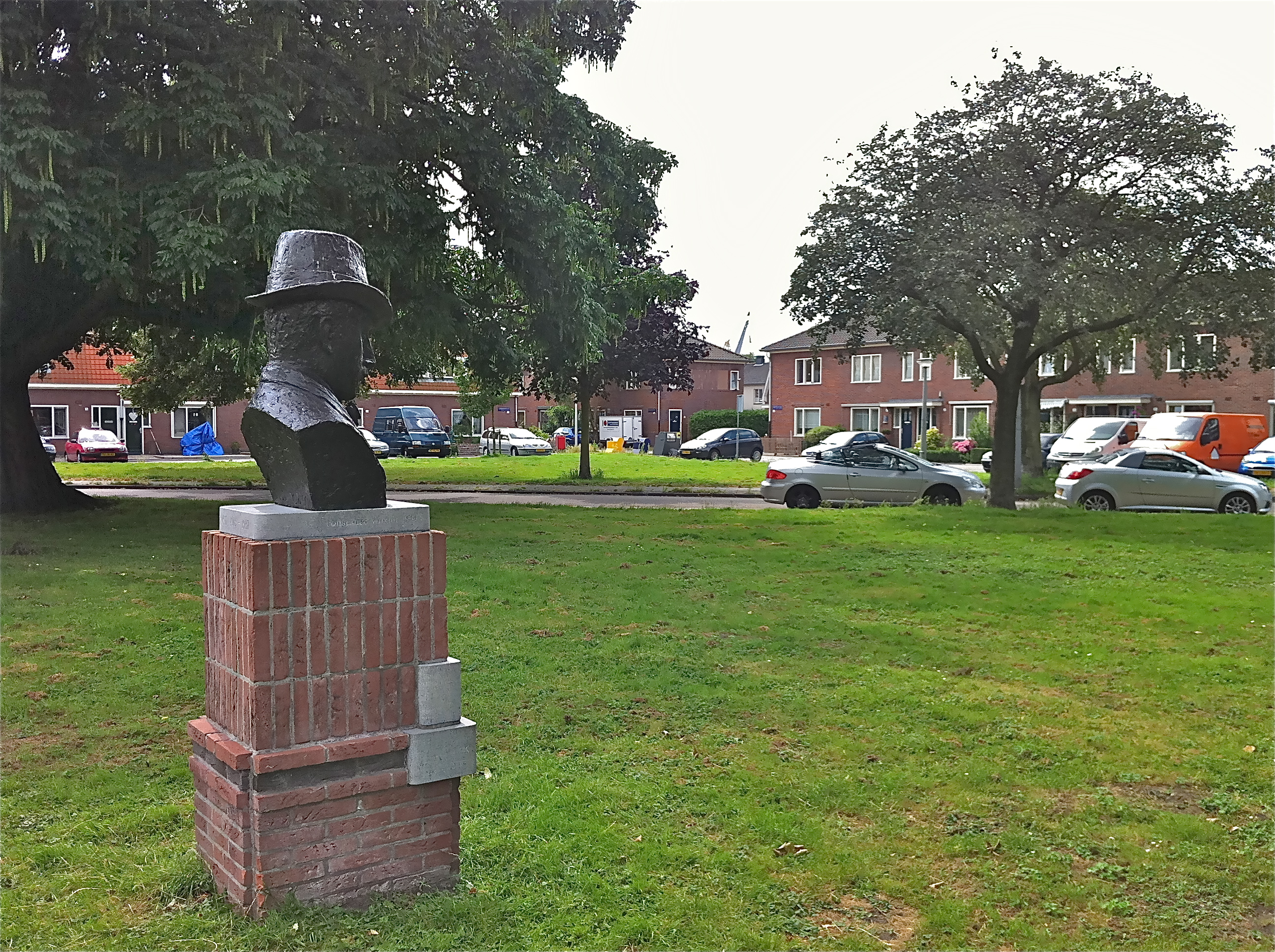
Borstbeeld van Arie Keppler, die goedkeurend Tuindorp Oostzaan aanschouwt.

Het stedenbouwkundig plan is gemaakt door architect B.T. Boeyinga en J.H.Mulder (1888-1960). Zij hebben ook Vogeldorp, Disteldorp, Tuindorp Nieuwendam en Floradorp ontworpen. De wijk is ontworpen in de stijl van de Amsterdamse School. In eerste instantie waren de arbeiderswoningen bedoeld als noodwoningen, die niet langer dan 35 jaar zouden blijven bestaan. De eerste woningen zijn daarom op betonplaten gebouwd en zijn geconstrueerd met een houtskelet.

## Nederlandse Scheepsbouw Maatschappij

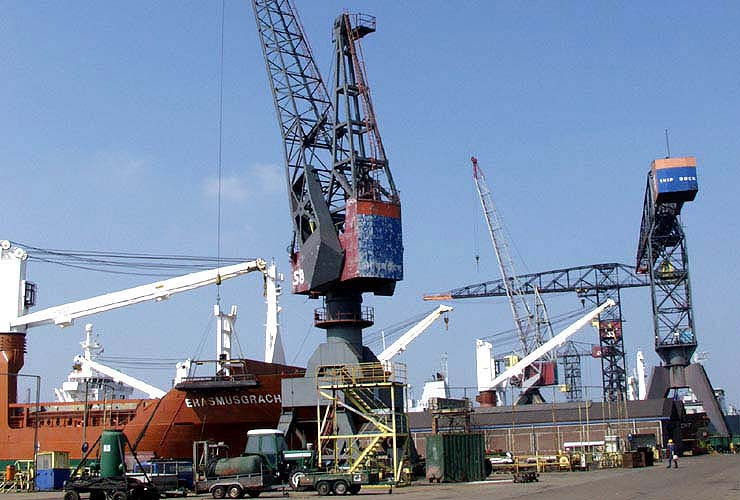
Noordelijke IJ-oever.

In 1919 startte de bouw van 1.000 woningen met rijksfinanciering dankzij de Noodwoningenwet uit 1917. De eerste bewoners kwamen in 1921. De rijksoverheid had met betrekking tot de eerste 1.000 woningen bepaald dat deze uitsluitend mochten worden verhuurd aan gezinnen met kinderen die uit Amsterdamse krotwoningen afkomstig waren. De arbeiders die door de omliggende industrieën, zoals de Amsterdamsche Droogdok Maatschappij (ADM), werden aangetrokken uit buurgemeenten zoals Buiksloot, Landsmeer, Nieuwendam, Oostzaan en Zaandam, of arbeiders zonder kinderrijk gezin, mochten zich er dus niet vestigen. In 1919 besloot de succesvolle Nederlandsche Scheepsbouw Maatschappij te verhuizen naar de noordkant van het IJ. Het gevolg was dat zich in beide richtingen toch een druk woon-werkverkeer ging ontwikkelen, vooral over het IJ met de veerponten. In 1924 was de arbeiderswijk ten noorden van de Meteorenweg compleet en bestond uit 1.324 woningen. Veel kostwinners uit de binnenstad die werkten op de scheepswerven zagen een verhuizing naar Amsterdam-Noord desondanks toch niet zitten. In Tuindorp Oostzaan kwamen daardoor veel arbeiders te wonen met een baan in de Amsterdamse binnenstad, en de drukte op de veerponten bleef, in beide richtingen.

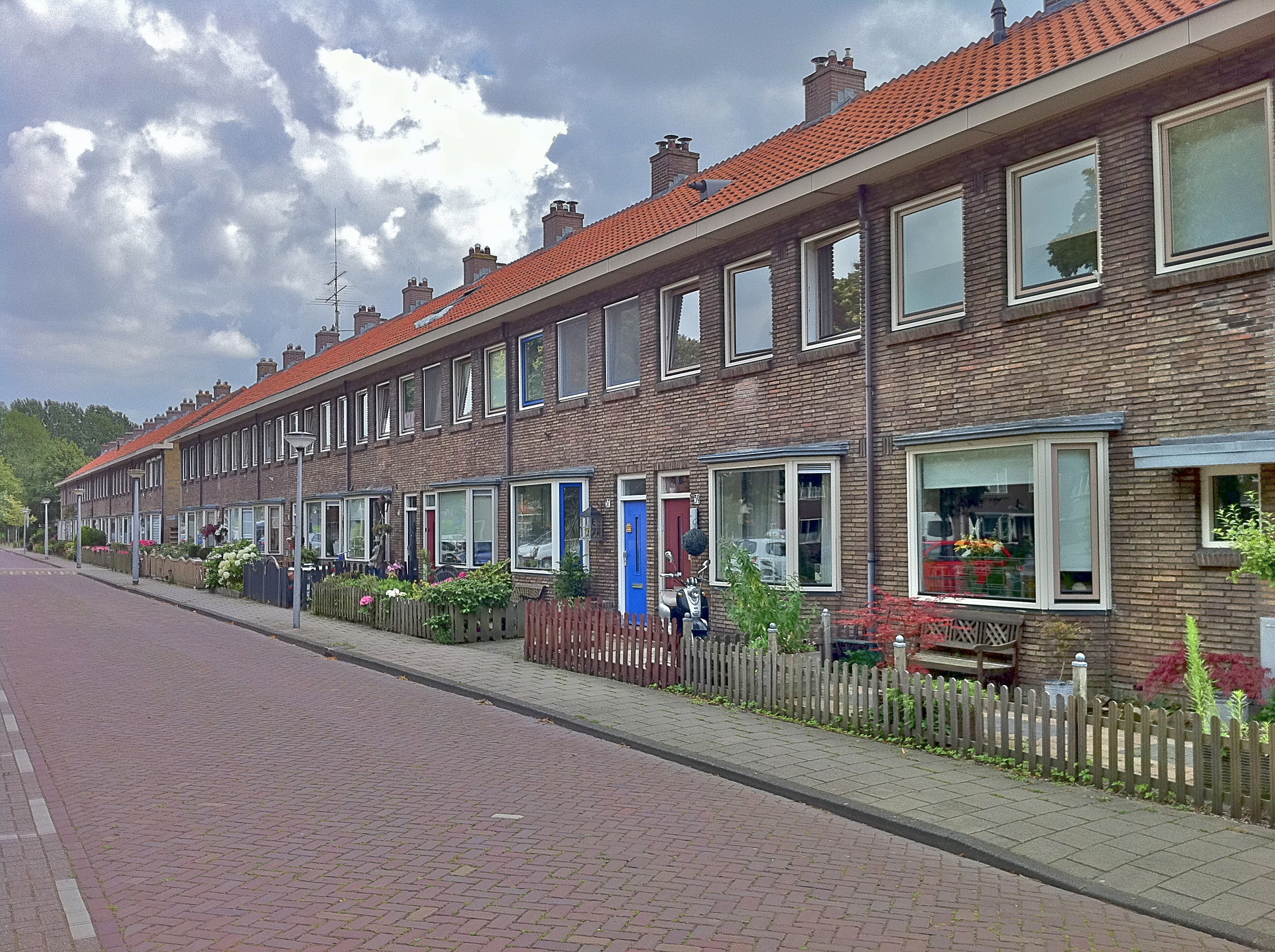
Meteorenweg zuidzijde, gebouwd in de jaren 30 van de 20e eeuw.

Tien jaar later, van 1934 tot 1939, is Tuindorp Oostzaan uitgebreid in zuidelijke richting met 642 woningen. Dit gebeurde in opdracht van twee woningcorporaties, waaronder de sociaaldemocratische Algemene Woningbouw Vereniging in het kader van het Algemeen Uitbreidingsplan uit 1934. Deze uitbreiding is ontworpen door Ko Mulder en Cornelis van Eesteren. Een deel van de bewoners was toch werkzaam bij de scheepswerven en droogdokken van de NSM, de ADM en de in 1920 opgerichte NDM.

## Twee gedeelten

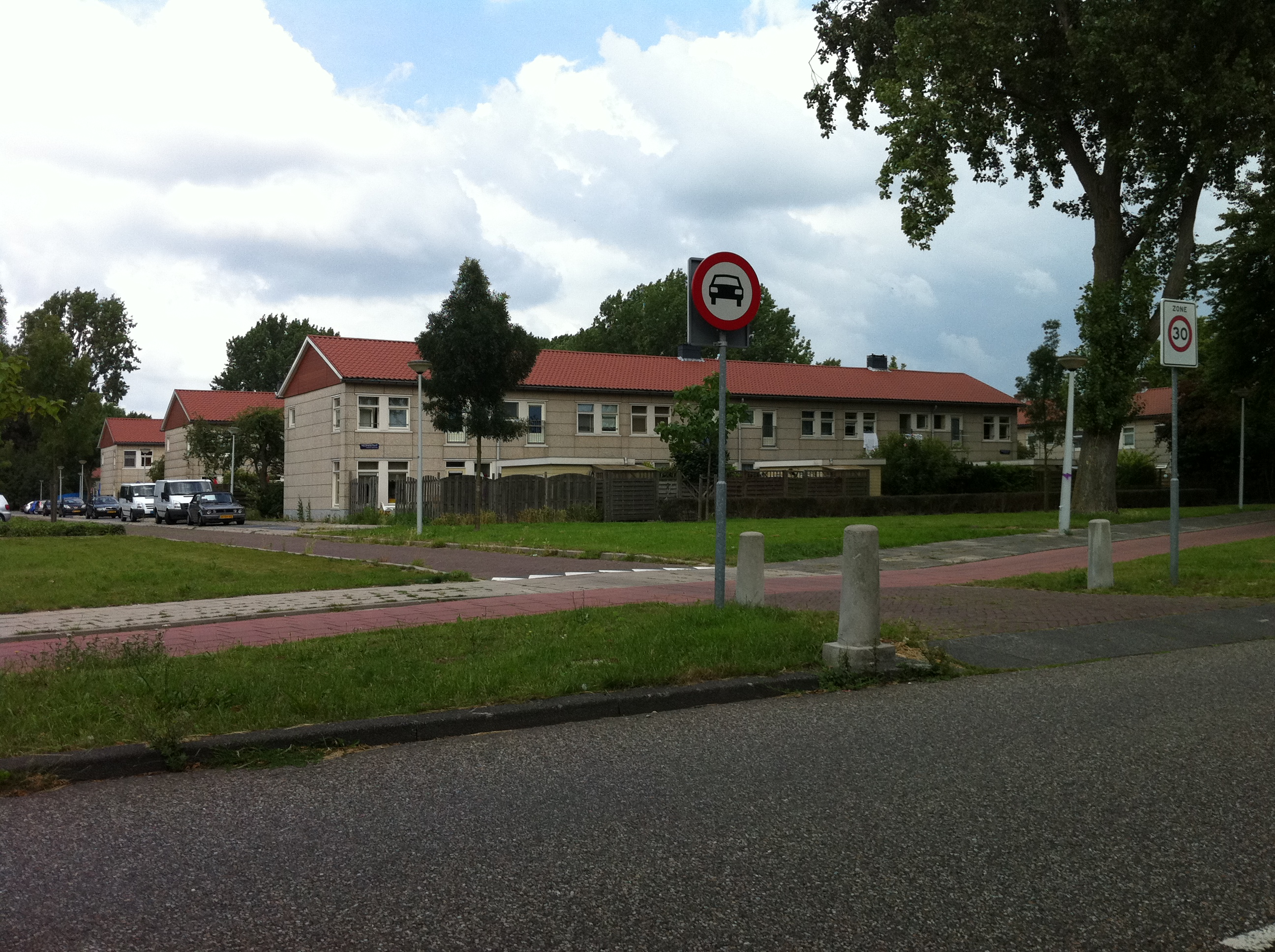
Duplexwoningen in Tuttifruttidorp.

Tuindorp Oostzaan bestaat uit twee gedeelten: een hoog gelegen en een laag gelegen deel. In de oude, lage wijk zijn straten vernoemd naar hemellichamen. Het nieuwere hogeland, ook wel bekend als "Terrasdorp", is gebouwd in de jaren vijftig. Terrasdorp is onderverdeeld in de fruitbuurt (in de volksmond "Tuttifruttidorp" genoemd) en de werfbuurt, die in de jaren tachtig werd gebouwd. Laatstgenoemde wijk ligt op een steenworp afstand van de oude werf waar vroeger de NDSM gevestigd was. De straten zijn dan ook vernoemd naar de ambachten die men op de werf bedreef.

## De Bongerd
Op het hogere gedeelte van Tuindorp Oostzaan is aan het eind van het eerste decennium van de 21e eeuw ook nog de buurt De Bongerd gebouwd. Vele tientallen jaren heeft daar het volkstuinencomplex De Bongerd gelegen, waar vele bewoners van Tuindorp Oostzaan hun volkstuinen onderhielden en bewerkten, en in de zomer soms ook overnachtten.

## Noodvliegveld
Tijdens de meidagen van 1940 heeft het Hogeland tijdelijk dienstgedaan als noodvliegveld (Hulpvliegveld Buiksloot), aangezien Luchthaven Schiphol gebombardeerd was en de overgebleven Fokker D.XXI toestellen een andere thuisbasis nodig hadden. Het vliegveld was onbekend bij de Duitse inlichtingendienst, waardoor het gespaard is gebleven. Na de bezetting door de Duitsers werd er Duits luchtafweergeschut opgesteld.

## Zonnehuis

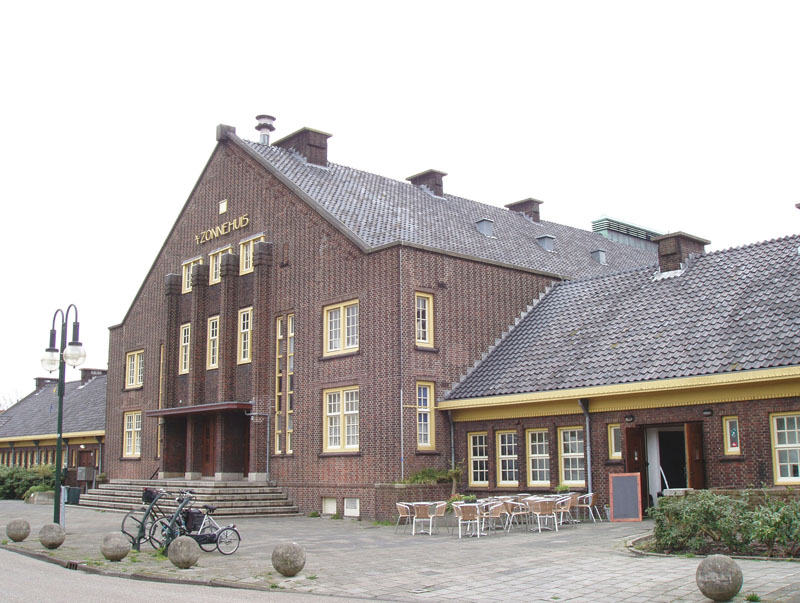
Het Zonnehuis op het Zonneplein, het hart van Tuindorp Oostzaan.

Tuindorp Oostzaan kent en kende een actief verenigingsleven. Het Zonnehuis, (gebouwd in 1932) op het Zonneplein speelde daarbij een belangrijke rol. Er zijn/waren voetbal-, atletiek-, toneel- en zangverenigingen en er waren verschillende harmonieën, waarvan er nu nog een actief is, en er werden ook bioscoopvoorstellingen gegeven. Jos de Rooij de bekende accordeonist en zanger in Amsterdam-Noord, begeleidde met zijn instrument een zangkoor in Tuindorp Oostzaan.

## Gemeentewoningen privaat bezit

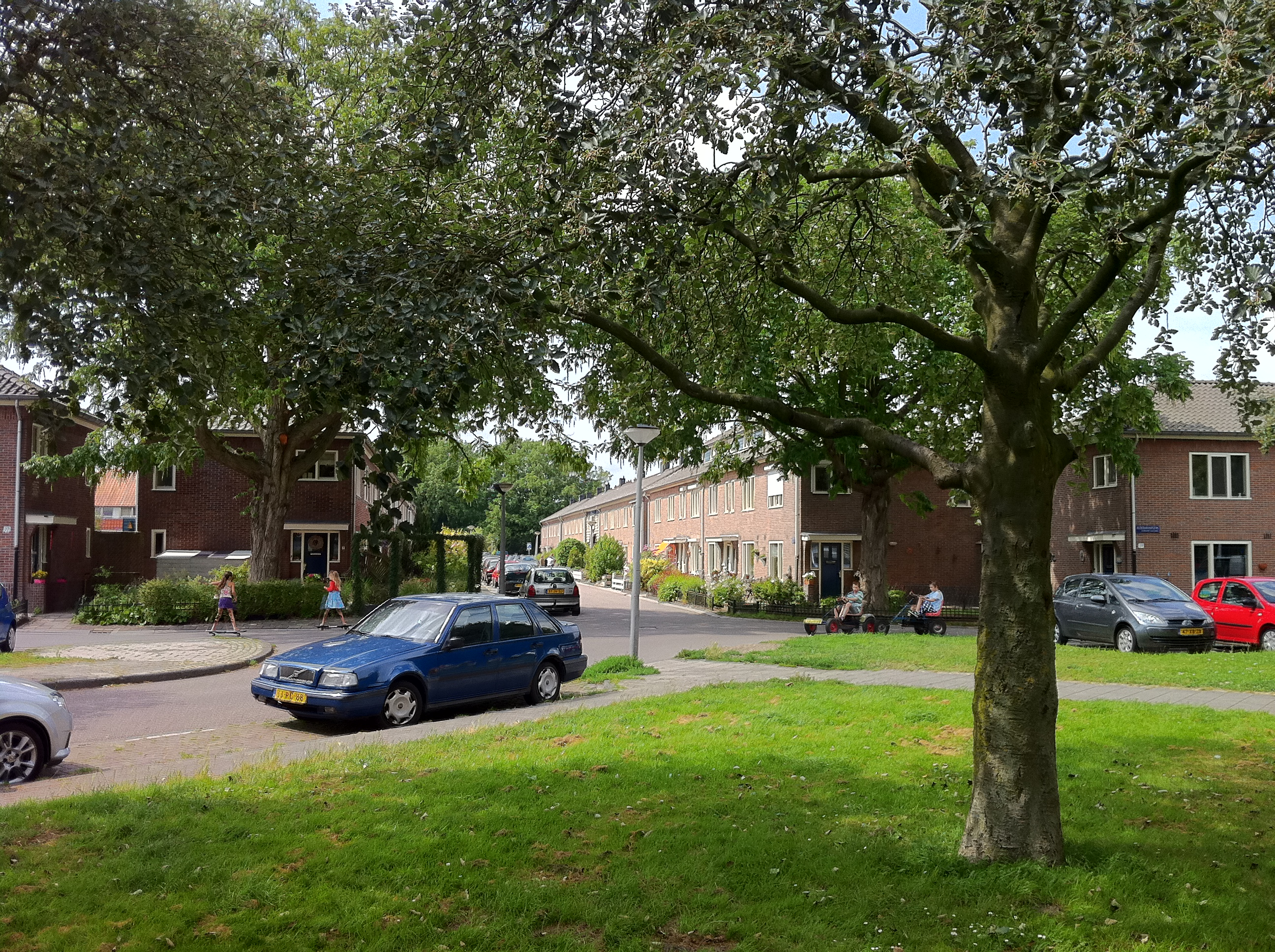
Spelende kinderen op straat.

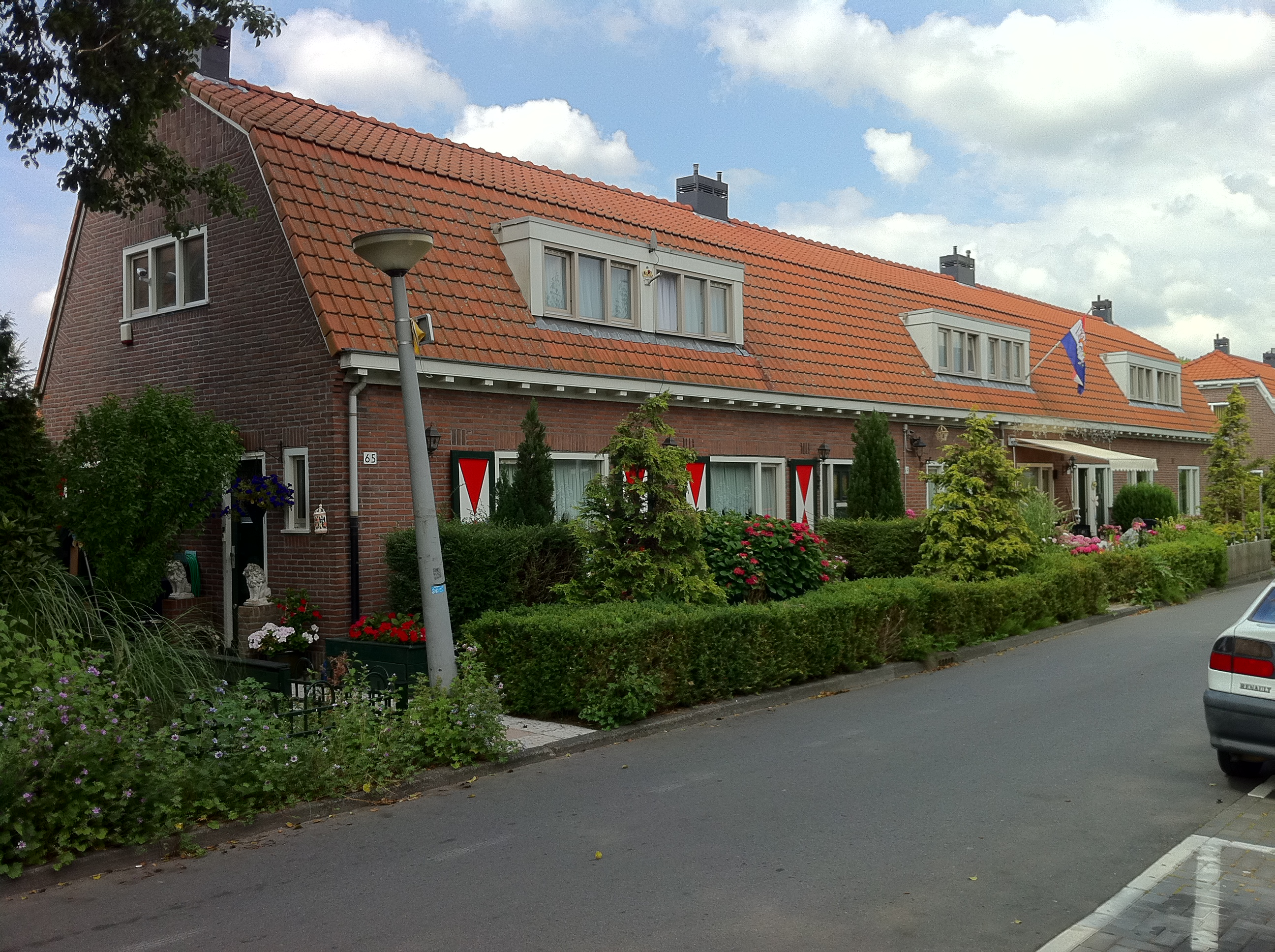
Huizen met een tuintje.

De Gemeentelijke Woningdienst, die alle woningen in de oudste buurten van Tuindorp Oostzaan verhuurde en beheerde en ook in de decennia daarna veel nieuwbouw en renovaties voor haar rekening nam, werd in 1965 omgedoopt in Gemeentelijke Dienst Volkshuisvesting, waar de bouw en het beheer van de gemeentewoningen in handen kwam van het dienstonderdeel Gemeentelijk Woningbedrijf Amsterdam. Het Gemeentelijk Woningbedrijf werd in 1994 geprivatiseerd in de Stichting Het Woningbedrijf Amsterdam.

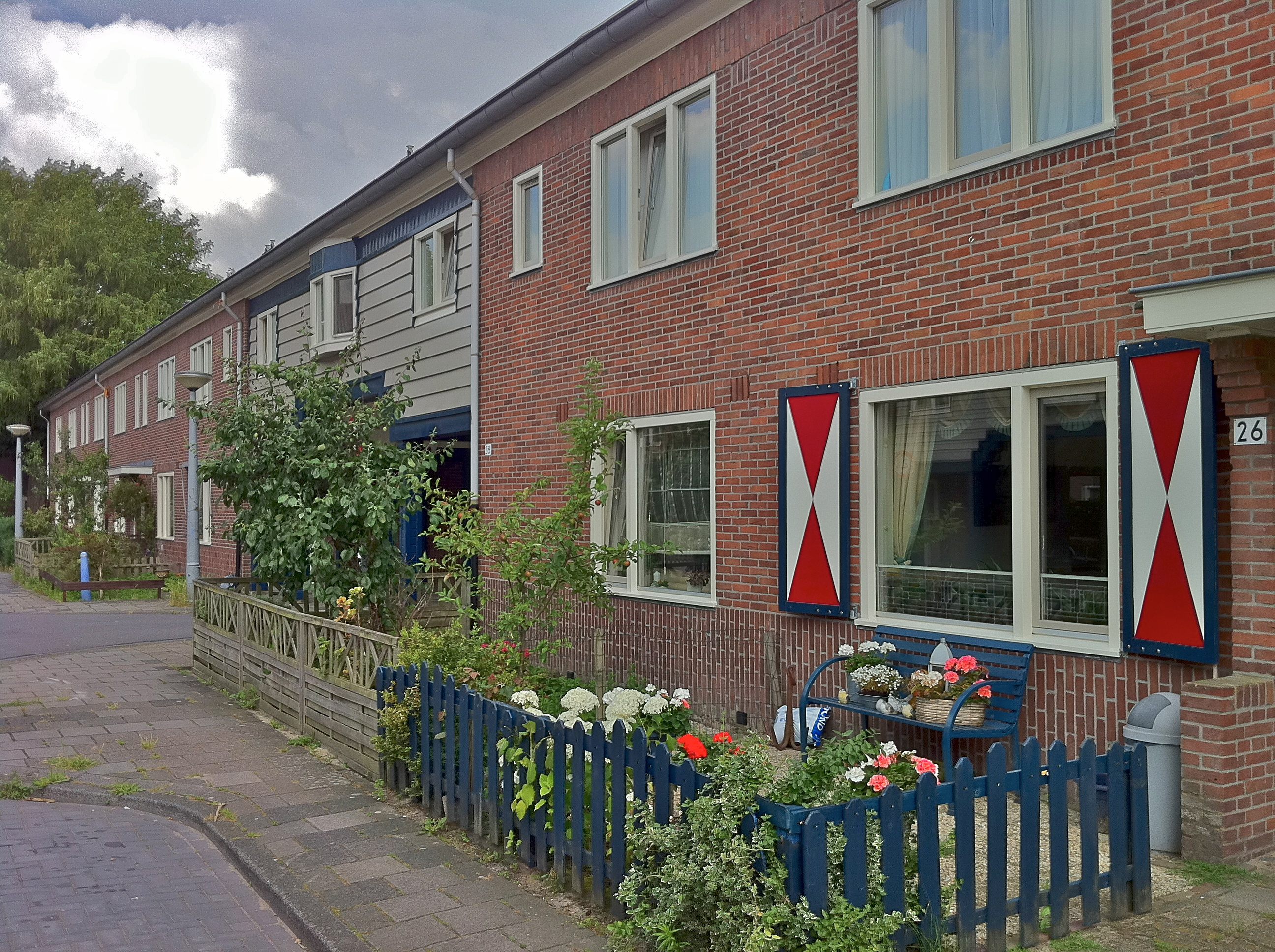
Tuindorpen waren de trots van de Gemeentelijke Woningdienst Amsterdam.

Het Woningbedrijf Amsterdam fuseerde in het eerste decennium van de 21e eeuw met woningcorporaties in Almere, Amsterdam, Haarlem en Haarlemmermeer tot de huidige Stichting Ymere, die haar woningen in Tuindorp Oostzaan tegenwoordig verhuurt als sociale-huurwoningen en soms als vrijesectorhuurwoningen. Een deel van de woningen is verkocht aan huurders en andere particulieren.

## Museumwoning Tuindorp Oostzaan
Aan de Meteorenweg 174 ligt een nog in oorspronkelijke staat zijnde woning uit 1922, die sinds 2002 is opengesteld voor het publiek.

## Belangrijke gebeurtenissen
- Bombardement in oktober 1940.
- Een malaria-epidemie; in Tuindorp Oostzaan brak in 1946 een epidemie uit. 4.500 personen werden ziek, waaronder 1.000 kinderen.

## Overstroming in 1960
In de ochtend van 14 januari 1960 overstroomde het tuindorp onder als gevolg van het door een Kadebreuk bezwijken van de dijk langs Zijkanaal H. Hierdoor liep de Noorder IJpolder onder. Dit kanaal staat in verbinding met het Noordzeekanaal.
Bij overstroming die daarop volgde stonden 2.700 woningen in het water en verdreef 15.000 inwoners uit hun huizen. Een dag na de overstroming kon het dijkgat gedicht worden. Na een week konden de bewoners terugkeren in hun huizen. De financiële afwikkeling van de schade zou tot 1971 duren.

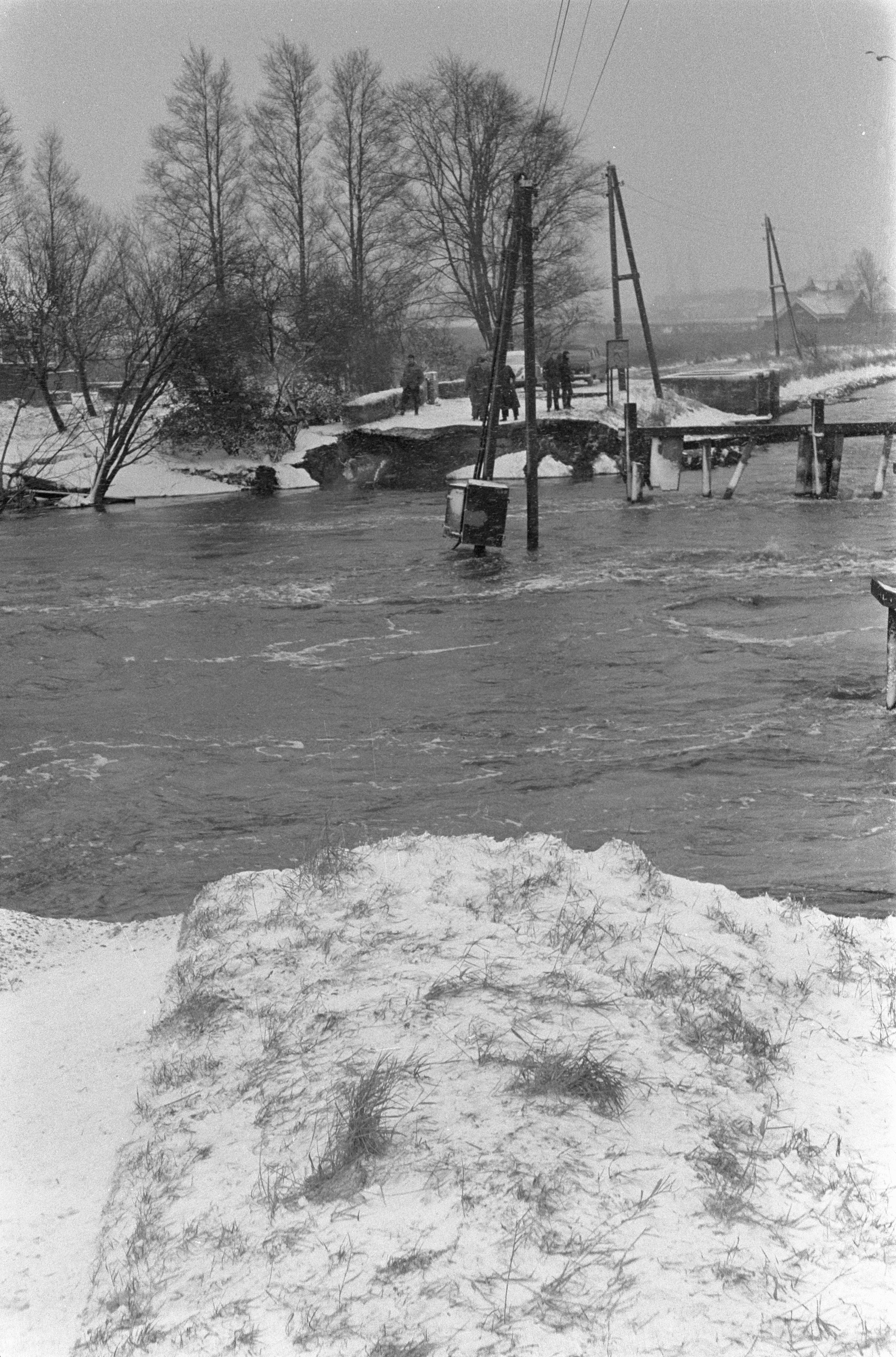
Dijkdoorbraak bij Zijkanaal H, waardoor Tuindorp Oostzaan overstroomde; 14 januari 1960.
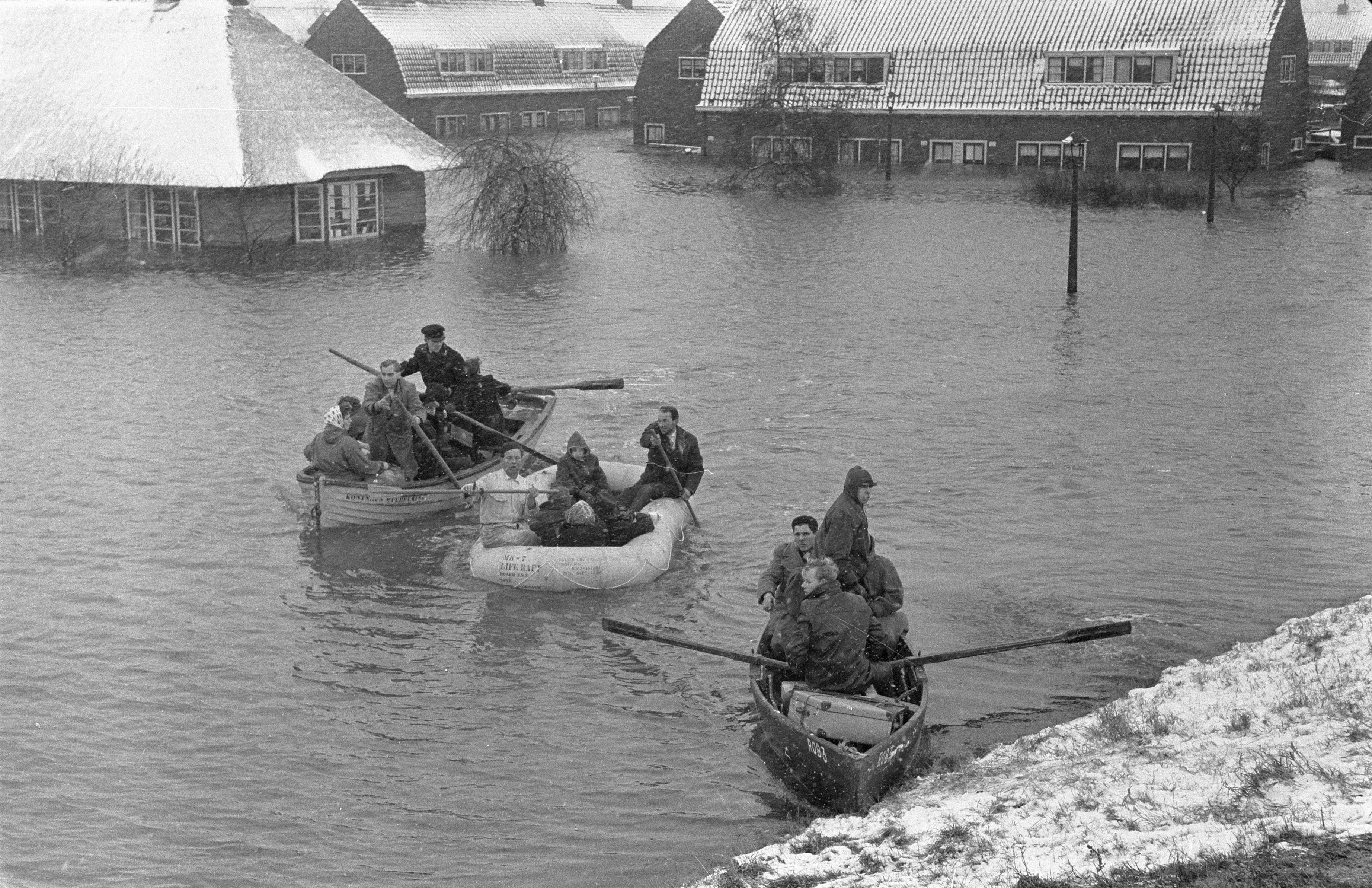
Bewoners van het overstroomde Tuindorp Oostzaan worden met roeiboten geëvacueerd; 14 januari 1960.
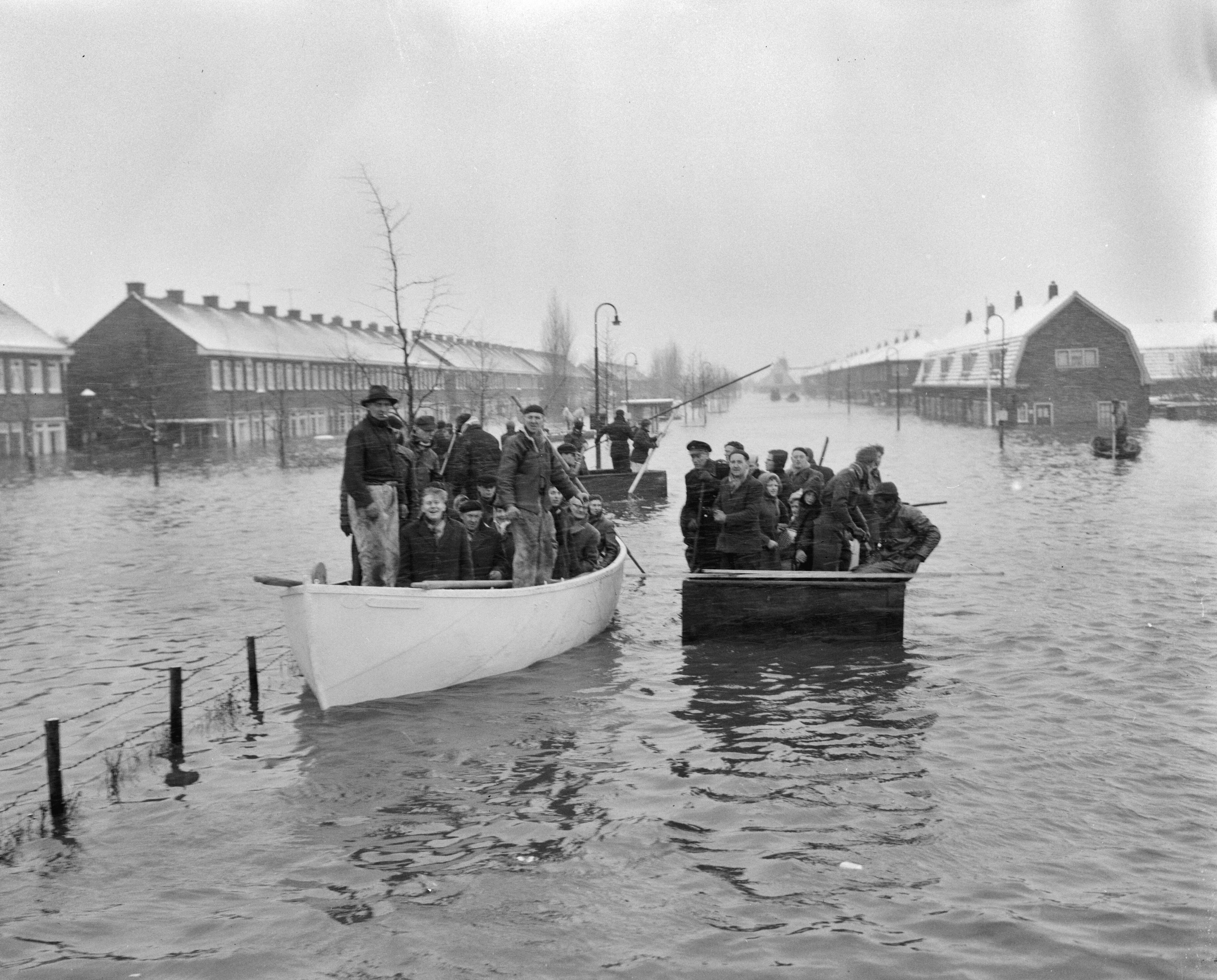
Bewoners van het overstroomde Tuindorp Oostzaan worden met roeiboten geëvacueerd; 14 januari 1960.
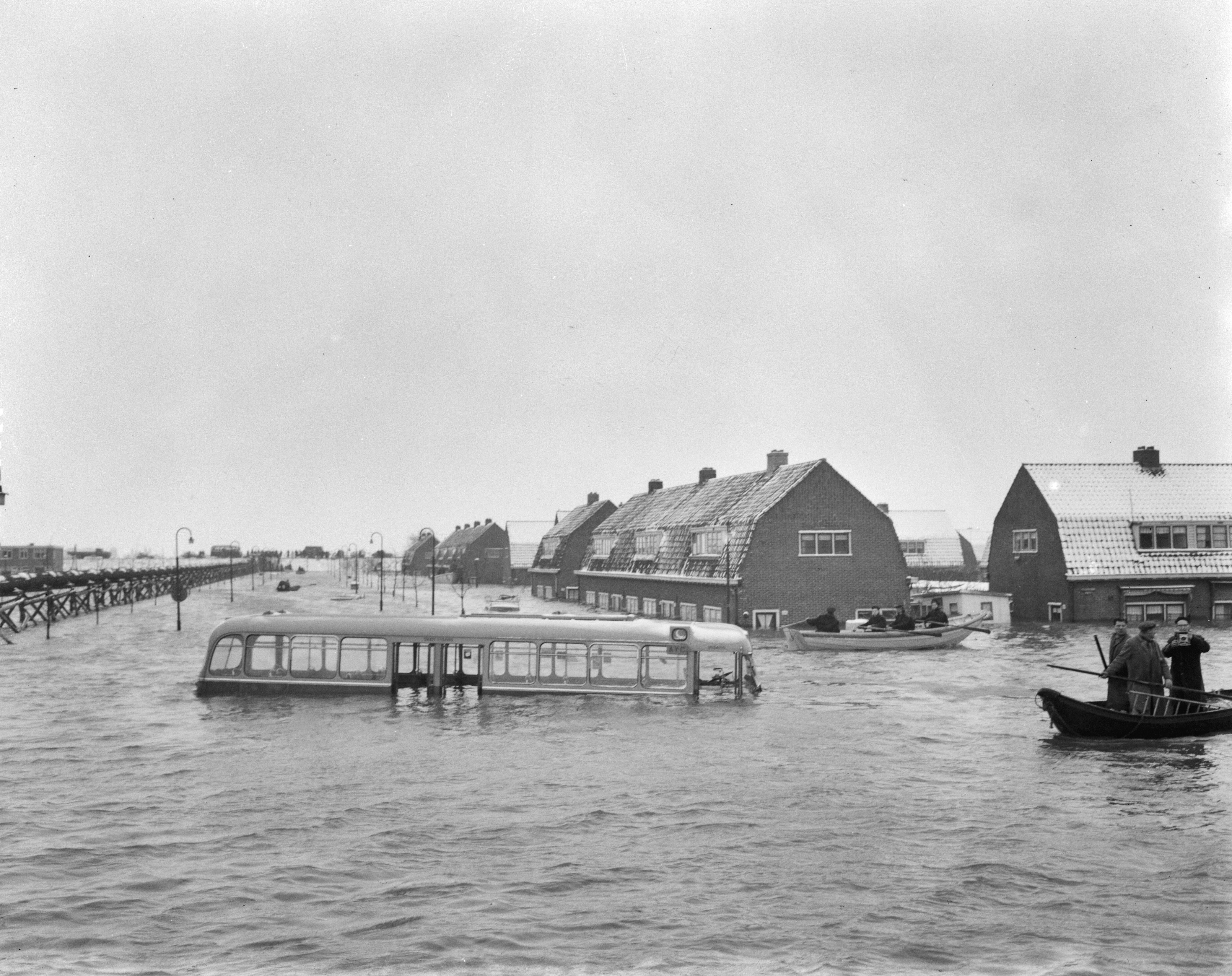
In het water gestrande bus van lijn B van het GVB tijdens de overstroming in Tuindorp Oostzaan; 14 januari 1960.

## Openbaar vervoer
Sinds 3 april 1925 rijdt buslijn B sinds 1966 buslijn 35 in Tuindorp Oostzaan.

## (Sport)verenigingen
- SV De Meteoor
- OSV
- RKSV TOB
- Handbal- en Turnvereniging Vriendschap
- Korfbalvereniging Vlug en Vaardig
- Historisch Archief Tuindorp Oostzaan
- Harmoniecorps Tuindorp

Opgeheven
- Sporting Noord
- NDSM

Voormalig, inmiddels verhuisd
- SV Real Sranang

## Bekende Tuindorpers
- Sal Santen (1915-1998), Nederlands schrijver en trotskist
- Peter Faber (1943) acteur
- Gerri Eickhof (1958), journalist, schrijver
- Raymond Fafiani (1983), voetballer
- Freddie Tratlehner (1983), rapper Vieze Fur
- Tuindorp Hustler Click, rappers